# Лінзова антена
Лі́нзова анте́на — радіотехнічний пристрій для приймання і передавання електромагнітних хвиль, один із різновидів антен.
Лінзовою антеною називають сукупність електромагнітної лінзи й опромінювача. Вони належать до антен оптичного типу й використаються, як правило, у діапазоні сантиметрових і дециметрових хвиль для створення досить вузьких діаграм спрямованості. У деяких випадках лінзова антена може використатися як допоміжний елемент якої-небудь антени, що поліпшує її характеристики (наприклад, для вирівнювання фази в розкриві рупорної антени).

## Принцип дії
Лінзова антена являє собою прозоре для радіохвиль обмежене звичайно двома поверхнями тіло, коефіцієнт заломлення якого відмінний від коефіцієнта заломлення навколишнього середовища. Призначення лінзи полягає в тому, щоб трансформувати відповідним чином фронт хвилі, створюваний опромінювачем. Змінюючи форму хвильової поверхні, лінза тим самим формує деяку діаграму спрямованості. Принципово лінзові антени можна використати для формування різних діаграм спрямованості. Однак на практиці лінзові антени подібно оптичним лінзам застосовуються, головним чином, для перетворення розбіжного пучка променів у паралельний, тобто для перетворення криволінійної (сферичної або циліндричної) хвильової поверхні. Як відомо, плоский фронт хвилі при його достатній площі забезпечує гостру спрямованість випромінювання. За допомогою лінзових антен можна одержати діаграму спрямованості з кутом розтвору всього лише в кілька кутових хвилин.

Принцип дії

Принцип дії лінзи заснований на тому, що лінза являє собою середовище, у якій фазова швидкість поширення електромагнітних хвиль або більше швидкості світла, або менше її. Відповідно до цього лінзи поділяються на прискорювальні й сповільнюючі. У прискорювальних лінзах вирівнювання фазового фронту хвилі відбувається внаслідок того, що ділянки хвильової поверхні частина свого шляху проходять у лінзі з підвищеною фазовою швидкістю. Ці ділянки шляху різні для різних променів. Чим сильніше промінь відхилений від осі лінзи, тим більшу ділянку шляху він проходить із підвищеною фазовою швидкістю усередині лінзи. Таким чином, профіль прискорювальної лінзи повинен бути ввігнутим. У лінзах, що сповільнюють, навпаки, вирівнювання фазового фронту відбувається не внаслідок прискорення руху периферійних ділянок хвильової поверхні, а внаслідок сповільнення руху середини цієї поверхні. Отже, профіль лінзи, що сповільнює, повинен бути опуклим.